# Magic Carpet
Magic Carpet  (рус. ковёр-самолёт) — фэнтезийный 3D-шутер, разработанный студией Bullfrog Productions. 
Графика и геймплей игры считались принципиально новыми и впечатляющими с технической точки зрения во время выпуска в 1994 году.

## Игровой процесс
Игрок выступает в роли мага, управляющего ковром-самолётом и сражающимся с монстрами и другими магами. За победу над монстрами даётся мана, которую воздушные шары переносят в замок героя. От количества маны в замке зависит мощь и количество заклинаний, которые может применить игрок. Увеличивая размеры замка, игрок увеличивает также максимальный лимит хранимой маны, количество воздушных шаров для её сбора и число лучников, охраняющих замок.
Помимо хранения маны, замки выполняют функции базы игроков, где они восстанавливаются после смерти. Игрок, не владеющий замком, после смерти выбывает из игры.
Уровень считается пройденным, когда игрок набирает определённое количество маны.

## Особенности игры
В «Magic Carpet» использовались новейшие для своего времени технологии. В частности, в игре задействованы:
- динамически освещённые, тонированные по методу Гуро, изменяемые локации;
- динамически меняющаяся музыка;
- отражения в воде;
- туман, скрывающий отдалённые объекты;
- эффекты прозрачности;
- применение системы частиц для отображения рассыпающихся шариков маны или поведения существ в стаях;
- управление камерой с помощью мыши.

## Оценки
| Русскоязычные издания | Русскоязычные издания |
| Издание               | Оценка                |
| --------------------- | --------------------- |
| «Страна игр»          | 4+/5                  |